# Nach dem Urteil
Nach dem Urteil ist ein französisches Filmdrama von Xavier Legrand aus dem Jahr 2017.

## Handlung
Miriam und Antoine Besson leben seit einem Jahr getrennt. Ihre gemeinsamen Kinder sind Joséphine, die in Kürze 18 Jahre alt wird, und der elfjährige Julien. Das Sorgerecht liegt bei der Mutter, die jeden Kontakt zu Antoine unterbindet, regelmäßig mit den Kindern umzieht und eine Geheimnummer hat, damit Antoine sie nicht kontaktieren kann. In der Vergangenheit hat sich Antoine nicht nur als extrem kontrollierend erwiesen, sondern ist Miriam und der gemeinsamen Tochter gegenüber wiederholt gewalttätig geworden. Miriam erstattete jedoch nie Anzeige.
Antoine hat inzwischen eine Versetzung seiner Arbeitsstelle in die Stadt seiner Frau erwirken können und wird in Kürze umziehen. Er setzt vor Gericht ein Besuchsrecht bei Julien durch, der nun alle zwei Wochen das Wochenende bei ihm verbringen muss, obwohl sich der Junge bei der richterlichen Anhörung vehement gegen den Kontakt zu seinem Vater ausgesprochen hatte.
Am ersten Wochenende agiert Julien seinem Vater gegenüber verweigernd und vorsichtig. Antoine ist bei seinen Eltern untergekommen, bis er seine Wohnung beziehen kann. Schon nach kurzer Zeit beginnt Antoine nach einer Kontaktmöglichkeit zu Miriam zu suchen. Er zwingt Julien, ihm Miriams Handynummer zu geben. Durch eine Notlüge kann Julien verhindern, dass Antoine Miriam im Haus ihrer Eltern trifft. Dadurch erhält Julien jedoch auch keine Zustimmung, das nächste „Vaterwochenende“ zu tauschen, sodass er nicht am 18. Geburtstag seiner Schwester teilnehmen kann.
Beim zweiten Vaterwochenende berichtet Antoines Mutter, dass eine Freundin Julien und Joséphine in einem bestimmten Stadtteil gesehen habe. Als Antoine Julien auszufragen beginnt, warum beide zu dieser Zeit dort waren, reicht es Antoines Vater, der seinen Sohn in sein obsessives Verhalten zurückfallen sieht. Es kommt zum Streit und Antoine fährt mit Julien davon. Manipulativ, erpressend und unter Gewaltandrohung bringt Antoine Julien dazu, zuzugeben, dass sich ihre Wohnung in diesem Stadtteil befindet, wo sie gesehen wurden. Wenig später zwingt Antoine seinen Sohn dazu, die genaue Adresse bekannt zu geben. Antoine verschafft sich Zutritt zur Wohnung, besichtigt unter den Augen der geschockten Miriam jedes Zimmer und beginnt schließlich zu weinen, während er beteuert, er habe sich doch geändert. Miriam bleibt abweisend.
Während Miriam und Julien zu Joséphines Feier gehen, kehrt Antoine zu seinen Eltern zurück, die ihn tatsächlich vor die Tür setzen. Als Joséphines Feier bereits im Gang ist, kündigt sich Antoine an. Miriam fängt ihn am Parkplatz ab, um einen Kontakt zur Tochter zu verhindern. Antoine wird gewalttätig; Miriam wird von ihrer Schwester verteidigt, die Antoine vertreiben kann. Joséphine verbringt die nächste Nacht bei ihren Großeltern, während Miriam und Julien nach Hause zurückkehren. In der Nacht klingelt Antoine Sturm und erscheint kurz darauf mit einer Flinte vor Miriams Tür. Die Nachbarin alarmiert die Polizei, und auch Miriam ruft panisch den Notruf an. Während Antoine beginnt, die Tür einzuschießen und einzutreten, retten sich Miriam und Julien unter Anleitung des Sicherheitsbeamten am Telefon ins Bad, wo sie sich verbarrikadieren. Kurz bevor sich Antoine Zutritt ins Bad verschaffen kann, wird er von der Polizei verhaftet und abgeführt. Miriam und Julien werden psychologisch betreut, während sie auf den Krankenwagen warten; die Nachbarin schaut kurz auf die Szenerie und verriegelt anschließend ihre Tür.

## Produktion
Nach dem Urteil knüpft inhaltlich an Xavier Legrands Regiedebüt, den Kurzfilm Avant que de tout perdre, an, in dem Miriam ihren gewalttätigen Ehemann Antoine verlässt. Für Avant que de tout perdre erhielt Legrand eine Oscarnominierung. Im Langfilm wird aus Juliens Schwester Gaëlle Joséphine. Die Hauptrollen übernahmen in beiden Filmen Léa Drucker und Denis Ménochet. Es war das Filmdebüt von Thomas Gioria, der in Nach dem Urteil Julien spielt. Legrand selbst ließ sich bei seinem ersten Langfilm vom Scheidungsdrama Kramer gegen Kramer, dem Thriller Die Nacht des Jägers sowie dem Horrorfilm Shining inspirieren.
Der Film wurde im Sommer 2016 unter anderem in Chalon-sur-Saône (Miriams Wohnung), Demigny (Geburtstagsfeier), Ruffey-lès-Beaune (Haus von Miriams Eltern) und Saint-Apollinaire (Haus von Antoines Eltern) gedreht. Die Kostüme schuf Laurence Forgue, die Filmbauten stammen von Jérémie Sfez.
Der Film erlebte am 8. September 2017 auf den Internationalen Filmfestspielen von Venedig seine Premiere und war anschließend unter anderem auf dem Toronto International Film Festival 2017 und dem Zurich Film Festival zu sehen. Am 7. Februar 2018 kam der Film in die französischen Kinos und lief am 23. August 2018 auch in den deutschen Kinos an.

## Synchronisation
| Rolle                          | Darsteller                | Synchronsprecher   |
| ------------------------------ | ------------------------- | ------------------ |
| Miriam Besson                  | Léa Drucker               | Céline Fontanges   |
| Antoine Besson                 | Denis Ménochet            | Matthias Klimsa    |
| Julien Besson                  | Thomas Gioria             | Jonah Cetin        |
| Joséphine Besson               | Mathilde Auneveux         | Leonie Landa       |
| Samuel                         | Mathieu Saikaly           | Felix Strüven      |
| Sylvia                         | Florence Janas            | Simona Pahl        |
| Richterin                      | Saadia Bentaïeb           | Dagmar Dreke       |
| Anwältin Davigny               | Sophie Pincemaille        | Katrin Decker      |
| Anwältin Ghenen                | Emilie Incerti-Formentini | Marion von Stengel |
| Sicherheitspolizist am Telefon | Jérome Care-Aulanier      | Oliver Böttcher    |

## Kritik
Die Münchner Abendzeitung nannte Nach dem Urteil „Sozialkino ohne Larmoyanz oder Mitleid, hart und realistisch“. Für quotenmeter.de war Nach dem Urteil „einer der spannendsten Filme des Jahres, der sich durch seine niederschmetternd-realistische Thematik zusätzliche Brisanz erarbeitet“ sowie „hochemotionales und bisweilen unerträglich spannendes Dramakino“. Der Stern vergab für den Film vier Sterne und nannte ihn einen „großartig gespielte[n], realistische[n] und unaufgeregte[n] Film“. Die Tageszeitung lobte die Arbeit des Regisseurs: „Es gelingt ihm [Legrand], Unklares, Uneindeutiges, die Unlösbarkeit dieser Verstrickung nicht in Worte, auch nicht in einzelne Bilder, sondern in mit Genauigkeit und Geduld entwickelte Szenen zu fassen, denen man zunehmend atemlos folgt.“
Die Sächsische Zeitung hob vor allem die darstellerische Leistung Thomas Giorias hervor: Wie er „diese Figur des Julien verkörpert, wie er ihm so brennend authentisch, die tiefste Seele berührend und schlichtweg frappierend nahekommt und ihn übersetzt, gehört zu den herausragenden Leinwandereignissen mindestens in diesem Jahr.“ Das Hamburger Abendblatt lobte Gioria ebenfalls, kritisierte jedoch die „vereinfacht[e], ja vergröbert[e] […] Zeichnung der erwachsenen Figuren. So lässt einen dieser Film zwar betroffen, aber kaum weiser zurück.“ „Es sind Legrands Gespür für die Schauspielerei und seine großartige Besetzung, die den Film zu einem Ereignis werden lassen“, befand Die Welt.

## Auszeichnungen (Auswahl)
Auf den Internationalen Filmfestspielen von Venedig 2017 gewann Nach dem Urteil den Luigi De Laurentiis Award (Bestes Erstlingswerk) und lief im Wettbewerb um den Goldenen Löwen. Xavier Legrand wurde mit dem Silbernen Löwen als Bester Regisseur ausgezeichnet. Nach dem Urteil gewann 2017 auf dem Festival Internacional de Cine de San Sebastián den Publikumspreis und den Premio RTVE – Otra Mirada. Auf dem São Paulo International Film Festival erhielt der Film den Kritikerpreis als Bester ausländischer Film.
Auf dem Filmfestival Molodist gewann Nach dem Urteil 2018 den FIPRESCI-Preis als Bester Film. Xavier Legrand wurde 2018 für den Louis-Delluc-Preis für das Beste Erstlingswerk nominiert.
Nach dem Urteil gewann 2019 den César in den Kategorien Bester Film, Beste Hauptdarstellerin, Bestes Originaldrehbuch und Bester Schnitt und war für weitere Césars in den Kategorien Beste Regie, Bester Hauptdarsteller, Bester Nachwuchsdarsteller, Bestes Erstlingswerk, Beste Kamera und Bester Ton nominiert. Bei den Prix Lumières gewann Xavier Legrand den Prix Heike Hurst für das beste Erstlingswerk; in drei Kategorien war der Film für einen Prix Lumières nominiert: Beste Regie (Xavier Legrand), Beste Darstellerin und Bester Darsteller.